# Haxby
Haxby är en ort och civil parish i Storbritannien.   Den ligger i kommunen City of York och riksdelen England, i den centrala delen av landet, 280 km norr om huvudstaden London. Haxby ligger 18 meter över havet och antalet invånare är 12 601.
Terrängen runt Haxby är mycket platt.Runt Haxby är det tätbefolkat, med 819 invånare per kvadratkilometer. Närmaste större samhälle är York, 6,3 km söder om Haxby. Runt Haxby är det i huvudsak tätbebyggt.